# 밤에 핀 해바라기
"밤에 핀 해바라기"는 1965년 공개된 대한민국의 영화이다.

## 배역
- 김진규 : 한동민 역
- 조미령 : 김 여사 역
- 태현실 : 정숙 역
- 이경희
- 허장강
- 이빈화
- 석일우
- 김석훈
- 김정훈